# Polja smrti
Polja smrti (kmersko: វាលពិឃាត) so številna mesta v Kambodži, kjer je režim Rdečih Kmerov (Komunistična partija Kampučije) med svojo vladavino v državi od leta 1975 do 1979, takoj po koncu kamboške državljanske vojne (1970-1975), skupaj pobil in pokopal več kot milijon ljudi. Množični poboji veljajo za del obsežnega genocida, ki ga je podpirala država, imenovanega kamboški genocid.    
Analiza 20.000 množičnih grobišč, ki sta jo opravila DC-Cam Mapping Program in Univerza Yale, kaže na najmanj 1.386.734 žrtev usmrtitve. Ocene vseh smrtnih žrtev, ki so posledica politike Rdečih Kmerov, vključno s smrtjo zaradi bolezni in lakote, so od 1,7 do 2,5 milijona od približno 8 milijonov prebivalcev leta 1975. Leta 1979 je Vietnam napadel Demokratično Kampučijo in strmoglavil režim Rdečih Kmerov, kar označuje konec genocida. 
Kamboški novinar Dith Pran je po pobegu iz režima skoval izraz »polja smrti« (angleško: killing fields).
Režim Rdečih Kmerov je aretiral in na koncu usmrtil skoraj vse, ki so bili osumljeni povezav z nekdanjo vlado ali tujimi vladami, pa tudi strokovnjake in intelektualce. Preganjali so etnične Vietnamce, Tajce, Kitajce, Čame, kamboške kristjane in budistične menihe. Posledično je bil Pol Pot opisan kot »genocidni tiran«. Martin Shaw je genocid v Kambodži opisal kot »najčistejši genocid v času hladne vojne«.
Ben Kiernan ocenjuje, da je bilo ubitih približno 1,7 milijona ljudi. Raziskovalec Craig Etcheson iz dokumentacijskega centra v Kambodži meni, da je bilo smrtnih žrtev med 2 in 2,5 milijona, »najverjetneje« pa 2,2 milijona. Po petih letih raziskovanja približno 20.000 grobišč ugotavlja, da »ta množična grobišča vsebujejo posmrtne ostanke 1.386.734 žrtev žrtev«. Preiskava ZN je poročala o 2-3 milijonih mrtvih, UNICEF pa je ocenil, da je bilo ubitih 3 milijone ljudi. Demografska analiza Patricka Heuvelina kaže, da je bilo ubitih od 1,17 do 3,42 milijona Kambodžanov, medtem ko Marek Sliwinski meni, da je 1,8 milijona konservativna številka. Tudi Rdeči Kmeri so priznali, da je bilo ubitih 2 milijona ljudi, čeprav so te smrti pripisali kasnejši vietnamski invaziji. Konec leta 1979 so uradniki ZN in Rdečega križa opozarjali, da še 2,25 milijona Kambodžanov grozi smrt zaradi lakote zaradi »skorajšnjega uničenja kamboške družbe pod režimom odstavljenega predsednika vlade Pol Pota«,  ki ga je po vietnamski invaziji rešila mednarodna pomoč.        

## Proces
Sodni postopek režima Rdečih Kmerov za manjše ali politične nasprotnike se je začel z opozorilom Angkarja. Ljudje, ki so prejeli več kot dve takšni opozorili, so bili poslani na "prevzgojo", kar je pomenilo skoraj zagotovo smrt. Ljudi so pogosto spodbujali, naj po prejetem opozorilu priznajo svoj predrevolucionarni življenjski slog in zločine (kar je običajno vključevalo nekakšno dejavnost na prostem trgu; stik s tujimi viri, kot je ameriški misijonar, mednarodna pomoč ali vladna agencija; ali stik s katerim koli tujcem ali na sploh z zunanjim svetom) in rečeno jim je bilo, da jim bodo za to odpustili. Nato so jih odpeljali na polja, kot sta Tuol Sleng in Choeung Ek, kjer so jih mučili ali usmrtili. 
Usmrčene so pokopali v množičnih grobiščih. Da bi prihranili strelivo, so bile usmrtitve pogosto izvedene s strupom, lopatami ali nabrušenimi bambusovimi palicami. Znotraj budistične spominske stupe v Čoeung Eku so dokazi o uporabi bajonet, nožev, lesenih palic, motik za kmetijstvo in ukrivljenih kosov, ki so jih uporabljali za ubijanje žrtev, s slikami lobanj, poškodovanih s temi pripomočki, ki to dokazujejo. V nekaterih primerih so starejše in mlajše otroke ter celo dojenčke odraslih žrtev ubili tako, da so jim glavo razbili ob debla dreves Chankiri, nato pa jih skupaj s starši vrgli v jame. 
Nekatere žrtve so si morale pred usmrtitvijo same izkopati svoje grobove; njihova šibkost je pogosto povzročila, da si niso mogli izkopati zelo globokega grobova. Zaposleni, ki so izvajali usmrtitve, so bili večinoma mladeniči in ženske iz kmečkih družin. 

## Pregon za zločine proti človeštvu
Leta 1997 je kamboška vlada zaprosila za pomoč ZN pri ustanovitvi sodišča za sojenje morebitnim obtožencem za genocid. Trajalo je devet let, da so sprejeli obliko in strukturo sodišča – mešanico kamboške in mednarodne zakonodaje – preden so sodniki leta 2006 zaprisegli za svoje položaje. Preiskovalnim sodnikom je tožilstvo 18. julija 2007 predstavilo imena štirih osumljencev. 19. septembra 2007 so bili Nuon Chea, Khieu Samphan in Ieng Sary, zadnji še živeči Rdeči Kmeri, aretirani in pripeljani na sodišče, kjer so začeli sojenje proti njim. Med sojenjem je Ieng Sarry leta 2010 umrl, zaradi česar so njegovo sojenje ustavili. 7. avgusta 2014 sta bila Nuon Chea in Khieu Samphan spoznana za kriva zaradi zločinov proti človeštvu in bila obsojena na dosmrtno ječo.  Leta 2018 sta bila v nadaljnem sojenju spoznana še za kriva zaradi izvajanja genocida nad prebivalci Kambodže, zaradi česar sta oba prejela še dodatno dosmrtno zaporno kazen, brez možnosti pomilostitve. 26. julija 2010 je bil Kang Kek Lew, voditelj taborišča S-21 spoznan za krivega zaradi zločinov proti človeštvu in bil obsojen na 35 let zapora. Izredni senati na sodiščih Kambodže so 2. februarja 2012 njegovo kazen spremenili v dosmrtno zaporno kazen.

## Zapuščina
Najbolj znan spomenik žrtvam polij smrti se nahaja v vasi Čoeung Ek. Danes je to mesto budističnega spomenika žrtvam. Tuol Sleng, v katerem se je nahajal varnostni zapor S-21, pa ima muzej spomina na genocid. Spominski park v Čoeung Eku je bil zgrajen okoli množičnih grobov več tisoč žrtev, od katerih je bila večina usmrčenih po zaslišanju v zaporu S-21 v Phnom Penhu. Nad tlemi ob spomeniku je vidnih na desetine množičnih grobišč, katerih jih še veliko ni bilo izkopanih. Običajno se kosti in oblačila pojavijo na površju prsti po močnih padavinah zaradi velikega števila trupel, ki so še vedno zakopana v plitvih množičnih grobiščih. Zaradi tega veliko ljudi med ogledom hodi tudi po tleh, kjer lahko stopajo na zobe, čeljusti in kosti žrtev. Zato so organizatorji ogleda turiste prosili, da če najdejo kakšne posmrtne ostanke, da naj takoj obvestijo varnostnike in vodiče ogleda. 
Dara Duong, ki je preživela mučenje na polju smrti, je ustanovila muzej Killing Fields Museum v Seattlu v ZDA, posvečen v spomin žrtvam polij smrti.